# Adéodat Dufournel
Pour les articles homonymes, voir Dufournel.
François Dufournel est un homme politique français né le 30 août 1808 à Gray (Haute-Saône) et mort le 18 décembre 1882 à Gray.

## Biographie
Maître de forges, il est élu député, sous l'étiquette libérale, de 1842 à 1848, et siège dans l'opposition. En 1848, il est élu représentant de la Haute-Saône à l'assemblée constituante, où il siège à droite. Il est réélu député en 1849, siégeant dans la majorité monarchiste. En retrait de la vie politique sous le Second Empire, il est réélu député en 1871, et adhère à la réunion Feray. En 1876, il est élu sénateur républicain conservateur de la Haute-Saône. Battu en 1882, il meurt quelques mois plus tard.
Ses deux fils, Adéodat et Emmanuel Dufournel, sont tués en 1867 sous l'uniforme des Zouaves pontificaux.

## Sources
- « Adéodat Dufournel », dans Adolphe Robert et Gaston Cougny, Dictionnaire des parlementaires français, Edgar Bourloton, 1889-1891 [détail de l’édition]
- Laurent Gruaz, Les carnets d'Adéodat Dufournel. Journal d'un officier Zouave pontifical mort au combat à Rome en 1867, Paris, Honoré Champion, 2025, 350 p.
- Laurent Gruaz, Les officiers français des Zouaves pontificaux. Histoire et devenir entre XIX être XXe siècle, Paris, Honoré Champion, 2017, 732 p.